# QuartoCanale Laser Tv
Quarto Canale è un'emittente televisiva locale fondata a Pagani (SA) alla fine degli anni '70 dagli imprenditori Raffaele e Gianni Vrenna.
Rimasta sempre confinata nel proprio bacino di trasmissione, ovvero l'Agro Nocerino-Sarnese, nel 2006 acquisisce la concessione dell'emittente salernitana Telelaser, affiancando al proprio impianto sito sul Monte Chiunzi, due nuovi impianti (Colle Bellara e Iaconti). A seguito di questa acquisizione, l'emittente è stata rinominata QuartoCanale Telelaser.

## Controversie
- Il gruppo editoriale di QuartoCanale ha adito ricorso al TAR poiché ritiene di aver diritto, per la zona dell'agro nocerino-sarnese, a due frequenze, in quanto titolari di due concessioni (una a nome di Telelaser ed una, quella originaria, a nome di Quarto Canale). Il TAR ha autorizzato l'attivazione, in via provvisoria, di un secondo multiplex sul canale (destinato al Dividendo Interno) UHF 55 dal sito di Monte Chiunzi.
- In seguito al passaggio al digitale terrestre del 2009, il Ministero delle Telecomunicazioni ha assegnato all'emittente i diritti d'uso della frequenza UHF 45. Tuttavia è apparsa subito evidente l'incompatibilità dell'uso congiunto della frequenza 45 sia da parte di Quarto Canale da Monte Chiunzi che di Videonola dal Monte Faito, al punto che il segnale non era sintonizzabile nemmeno nella sede di Pagani da cui veniva emesso. Per tale motivo il Ministero ha autorizzato lo spostamento, solo per il singolo ripetitore del Chiunzi, sulla frequenza UHF 66. Tale frequenza, tuttavia, si è rivelata incompatibile con la frequenza UHF 66 concessa come "cerotto" ad Europa 7 dal ripetitore di Sant'Egidio del Monte Albino - almeno sulla carta, in quanto Europa 7 non ha ancora mai trasmesso da quella postazione - disponendo, quindi, il nuovo spostamento del multiplex di Telelaser sulla frequenza UHF 68.

- Nel 2009 venne recapita presso la redazione del telegiornale dell'emittente, all'attenzione della direttrice Tiziana Zurro, una busta anonima contenente un proiettile e recante minacce di morte.[1]. Gli inquirenti non sono riusciti a fare luce sui mandanti.
- I canali presenti nel multiplex utilizzano le numerazioni LCN assegnate al gruppo Lunaset.